# Betsileo (dialect)
Betsileo is een dialect van het Plateaumalagasi. Het wordt gesproken in de Afrikaanse eilandnatie Madagaskar.

## Dialectgebied
Het Betsileo is het zuidelijkste Plateaumalagasi-dialect, en kent qua oppervlakte het op een na grootste dialectgebied van de vijf voornaamste Plateaumalagasi-dialecten: Het is bijna even groot als dat van het officiële dialect, het Merina, dat de noorderbuur van het Betsileo vormt. Verder grenst het Betsileogebied aan Zuidelijk-Betsimisaraka-Malagasi- (noordoosten), Tanala- (oosten), Bara-Malagasi- (zuiden) en Sakalava-Malagasitalige gebieden. Het Betsileo grenst dus maar aan twee andere Plateaumalagasi-dialecten, te weten het Merina en het Tanala.